# 서비스 위치 프로토콜
서비스 위치 프로토콜 또는 서비스 로케이션 프로토콜(Service Location Protocol, SLP, srvloc)은 컴퓨터 및 기타 장치가 사전 구성 없이 근거리 통신망(LAN)에서 서비스를 찾을 수 있도록 하는 서비스 검색 프로토콜이다. SLP는 소규모의 관리되지 않는 네트워크에서 대규모 엔터프라이즈 네트워크까지 확장 가능하도록 설계되었다. SLP는 RFC 2608 및 RFC 3224에 표준 추적 문서로 정의되어 있다.

## 개요
SLP는 장치가 로컬 네트워크에서 서비스를 알리는 데 사용된다. 각 서비스는 서비스를 찾는 데 사용되는 URL을 가져야 한다. 또한 속성이라고 하는 이름/값 쌍을 무제한으로 가질 수 있다. 각 장치는 항상 하나 이상의 범위에 속해야 한다. 범위는 간단한 문자열이며 다른 시스템의 네트워크 환경과 유사하게 서비스를 그룹화하는 데 사용된다. 장치는 서로 다른 범위에 있는 서비스를 볼 수 없다.
프린터의 URL은 다음과 같다.
```
service:printer:lpr://myprinter/myqueue
```

이 URL은 호스트 이름이 "myprinter"인 프린터의 "myqueue"라는 대기열을 설명한다. 프린터에서 사용하는 프로토콜은 LPR이다. 프린터는 특수 URL 스킴 "service:"를 사용한다. "service:" URL은 필수는 아니다. 어떤 URL 스킴이든 사용할 수 있지만, 사용하는 프로토콜에 관계없이 동일한 유형의 모든 서비스(예: 모든 프린터)를 검색할 수 있다. "service:" URL 유형의 처음 세 구성 요소("service:printer:lpr")는 서비스 유형이라고도 한다. 처음 두 구성 요소("service:printer")는 추상 서비스 유형이라고 한다. "service:"가 아닌 URL에서는 스키마 이름이 서비스 유형이다(예: "http://www.wikipedia.org"의 "http").
프린터의 속성은 아래와 같다.
```
(printer-name=Hugo),
(printer-natural-language-configured=en-us),
(printer-location=In my home office),
(printer-document-format-supported=application/postscript),
(printer-color-supported=false),
(printer-compression-supported=deflate, gzip)
```

The example uses the standard syntax for attributes in SLP, only newlines have been added to improve readability.
이 예시는 SLP의 속성에 대한 표준 구문을 사용하며, 가독성 향상을 위해 줄바꿈만 추가했다.
"service:" URL의 정의와 URL에 허용되는 속성은 서비스 템플릿, URL 구문 및 속성에 대한 공식화된 설명을 통해 지정된다. 서비스 템플릿은 RFC 2609에 정의되어 있다.
SLP는 여러 쿼리 유형을 통해 서비스를 찾고 해당 서비스에 대한 정보를 얻을 수 있도록 한다.
- 동일한 서비스 유형 또는 추상 서비스 유형을 가진 모든 서비스를 검색할 수 있다.
- LDAP의 쿼리 언어를 사용하여 쿼리를 속성 쿼리와 결합할 수 있다.
- URL이 주어지면 서비스의 속성을 요청할 수 있다. 표준 SLP에서는 속성이 쿼리 결과에 반환되지 않으므로 별도로 가져와야 한다. 속성 목록 확장(RFC 3059)이 이 문제를 해결한다.
- 모든 서비스 유형 목록을 가져올 수 있다.
- 모든 기존 범위 목록을 요청할 수 있다.

## 같이 보기
- 봉주르 (소프트웨어)
- 동적 호스트 구성 프로토콜
- Jini
- LLMNR
- OSGi 얼라이언스
- 유니버설 플러그 앤 플레이
- Zeroconf